# Yoshizaki Yusuke
Yusuke Yoshizaki (sinh ngày 12 tháng 6 năm 1981) là một cầu thủ bóng đá người Nhật Bản.

## Sự nghiệp câu lạc bộ
Yusuke Yoshizaki đã từng chơi cho Shimizu S-Pulse và Ventforet Kofu.